# Mitsuya-Kai International
Il Mitsuya-Kai International è un'organizzazione fondata dal Maestro Seinosuke Mitsuya (9th Dan Hanshi). Lo scopo principale di questa organizzazione è quella di diffondere nel mondo la cultura del Karate, antica arte giapponese che fonda la sua forza principalmente nella disciplina dello spirito e del corpo. Numerosi sono i Dojo da tutto il mondo affiliati all'organizzazione, si citano ad esempio i numerosi gruppi dell'Italia, Belgio, Germania, Finlandia, India, Ungheria, Spagna e Venezuela.
Hanshi Mitsuya, in qualità di presidente e fondatore, presiede i numerosi seminari e meeting che durante l'anno vengono organizzati dai vari gruppi nelle varie nazioni.